# Neckertal
Neckertal – miejscowość i gmina we wschodniej Szwajcarii, w kantonie St. Gallen, w okręgu Toggenburg. Leży nad rzeką Necker. Powstała 1 stycznia 2009 w wyniku połączenia gmin Brunnadern, Mogelsberg i St. Peterzell. 1 stycznia 2023 do gminy przyłączono gminy Hemberg i Oberhelfenschwil.

## Demografia
W Neckertalu mieszkają 6324 osoby. W 2022 roku 10,1% populacji gminy stanowiły osoby urodzone poza Szwajcarią. 

## Transport
Przez teren gminy przebiega droga główna nr 8.